# Giro d'Itàlia de 1919
El Giro d'Itàlia de 1919 fou la setena edició del Giro d'Itàlia, una cursa ciclista organitzada i patrocinada pel diari La Gazzetta dello Sport. La cursa començà a Milà el 21 de maig, amb una etapa de 303 km fins a Trento, i finalitzà el 8 de juny novament a Milà, després d'haver-se recorregut 2.984 km distribuïts en 10 etapes. La cursa va ser guanyada pel ciclista italià Costante Girardengo, de l'equip Stucchi. En segona i tercera posició finalitzaren l'italià Gaetano Belloni i el belga Marcel Buysse.
Després de quatre anys sense poder disputar la cursa per culpa de la Primera Guerra Mundial 66 ciclistes van iniciar la curaa, dels quals sols 15 l'acabaren. Les dues primeres etapes arribaren fins a les ciutats "irredemptes" de Trento i Trieste, i fou totalment dominat per Girardengo, que guanyà set etapes. L'"etern segon" Gaetano Belloni guanyà la seva primera etapa al Giro.
En aquesta edició va tenir lloc la primera victòria d'etapa d'un ciclista suís, i per primera vegada un ciclista no italià acaba entre els tres primers: el belga Marcel Buysse.

## El Giro de 1915 i la Primera Guerra Mundial
Poc després de la finalització del Giro d'Itàlia de 1914 tingué lloc l'assassinat a Sarajevo, de l'hereu al tron dels Habsburg, Francesc Ferran d'Àustria que fou el detonant de la Primera Guerra Mundial. La Gazzetta dello Sport, convençuda que la guerra no afectaria a Itàlia, va seguir endavant amb la planificació d'un recorregut d'uns 3.000 quilòmetres dividits en 15 etapes i sols dos dies de descans, amb etapes d'uns 200 quilòmetres de mitjana, molt diferent als 400 del 1914. Finalment, però, es va optar per seguir amb un esquema tradicional, de vuit etapes i uns 3.000 quilòmetres. Quan tot estava a punt per començar i fins i tot s'havien donat els dorsals, amb l'u per a Petit-Breton, el set per a Ganna i el catorze per a Calzolari, Itàlia va entrar en guerra junt amb els aliats el 23 de maig de 1915. Això va suposar la suspensió del Giro fins al final de la guerra. Molts foren els ciclistes que moriren durant aquesta guerra, entre ells Carlo Oriani, vencedor de l'edició de 1913 i Lucien Petit-Breton.

## Participants
Dels 63 ciclistes que van començar el Giro d'Itàlia el 21 de maig sols 15 creuaren la línia de meta a Milà el 8 de juny. Els ciclistes podien córrer de manera individual o formant part d'un equip. Foren quatre els equips que van disputar la cursa: Bianchi Pirelli, Legnano-Pirelli, Peugeot-Tedeschi i Stucchi-Dunlop.
La majoria dels ciclistes que van prendre part en aquest Giro eren italians. Entre els participants hi havia dos antics vencedors del Giro d'Itàlia, el tres vegades guanyador Carlo Galetti i Eberardo Pavesi, que va ser membre de l'equip Atala guanyador el 1912. Altres destacats ciclistes italians que iniciaren la cursa foren Costante Girardengo, Angelo Gremo, Ezio Corlaita i Giuseppe Santhià.

## Desenvolupament de la cursa
Cursa dominada de cap a fi per Costante Girardengo, que guanyà set de les deu etapes, va fer segon amb el mateix temps que el vencedor d'etapa en dues més, i sols en la maratoniana quarta etapa, entre Ferrara i Pescara, de 411 km, va cedir 8' 23" al vencedor d'etapa. Els estralls de la guerra es van fer sentir en bona part del recorregut, amb carreteres amb pèssim estat i ponts derruïts que obligaren a creuar a peu algun riu.
Girardengo començà guanyant les dues primeres etapes, la primera a l'esprint i la segona en solitari. La tercera etapa va veure la primera victòria d'etapa suïssa, a càrrec d'Oscar Egg, mentre Ezio Corlaita guanyava la quarta i Gaetano Belloni la cinquena. En aquest punt Girardengo liderava la general amb més de 23' sobre Belloni, però aleshores començà el seu domini aclaparador, tot guanyant les cinc etapes que restaven fins a Milà i ampliant les diferències fins a més de 50' sobre Belloni. El belga Marcel Buysse ocupà la tercera plaça final, sent el primer ciclista no italià que ho aconseguia.
Sols tres altres ciclistes al llarg de la història del Giro han liderat la cursa de cap a fi, Alfredo Binda (1927), Eddy Merckx (1973) i Gianni Bugno (1990).

## Resultats

### Resultat de les etapes
| Etapa | Data       | Recorregut         | Km  | Tipus d'etapa       | Vencedor d'etapa          | Líder de la general       |
| ----- | ---------- | ------------------ | --- | ------------------- | ------------------------- | ------------------------- |
| 1a    | 21 de maig | Milà – Trento      | 302 | Etapa amb muntanyes | Costante Girardengo (ITA) | Costante Girardengo (ITA) |
| 2a    | 23 de maig | Trento – Trieste   | 334 | Etapa amb muntanyes | Costante Girardengo (ITA) | Costante Girardengo (ITA) |
| 3a    | 25 de maig | Trieste - Ferrara  | 282 | Etapa plana         | Oscar Egg (SUI)           | Costante Girardengo (ITA) |
| 4a    | 27 de maig | Ferrara - Pescara  | 411 | Etapa plana         | Ezio Corlaita (ITA)       | Costante Girardengo (ITA) |
| 5a    | 29 de maig | Pescara - Nàpols   | 312 | Etapa amb muntanyes | Gaetano Belloni (ITA)     | Costante Girardengo (ITA) |
| 6a    | 31 de maig | Nàpols - Roma      | 203 | Etapa plana         | Costante Girardengo (ITA) | Costante Girardengo (ITA) |
| 7a    | 2 de juny  | Roma - Florència   | 350 | Etapa amb muntanyes | Costante Girardengo (ITA) | Costante Girardengo (ITA) |
| 8a    | 4 de juny  | Florència - Gènova | 261 | Etapa amb muntanyes | Costante Girardengo (ITA) | Costante Girardengo (ITA) |
| 9a    | 6 de juny  | Gènova - Torí      | 277 | Etapa amb muntanyes | Costante Girardengo (ITA) | Costante Girardengo (ITA) |
| 10a   | 8 de juny  | Torí - Milà        | 277 | Etapa plana         | Costante Girardengo (ITA) | Costante Girardengo (ITA) |

### Classificació general

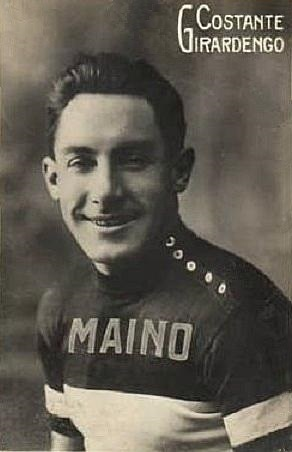
Costante Girardengo guanyà la cursa després de liderar-la de cap a fi.

Sols quinze ciclistes completaren les vuit etapes. El ciclista que arribava a la meta en el menor temps era proclamat el vencedor d'etapa. Els diferents temps de cada etapa eren sumats per aconseguir la classificació general, guanyada pel ciclista amb menor temps acumulat.
| Classificació General | Classificació General     | Classificació General | Classificació General |
| Pos.                  | Ciclista                  | Equip                 | Temps                 |
| --------------------- | ------------------------- | --------------------- | --------------------- |
| 1                     | Costante Girardengo (ITA) | Stucchi-Dunlop        | 112h 51' 29"          |
| 2                     | Gaetano Belloni (ITA)     | Bianchi               | + 51' 56"             |
| 3                     | Marcel Buysse (BEL)       | Bianchi               | + 1h 05' 31"          |
| 4                     | Clemente Canepari (ITA)   | Stucchi-Dunlop        | + 1h 34' 35"          |
| 5                     | Ugo Agostoni (ITA)        | Bianchi               | + 1h 39' 39"          |
| 6                     | Angelo Gremo (ITA)        | Stucchi-Dunlop        | + 2h 20' 01"          |
| 7                     | Ezio Corlaita (ITA)       | Stucchi-Dunlop        | + 4h 12' 07"          |
| 8                     | Lauro Bordin (ITA)        | Bianchi               | + 4h 16' 32"          |
| 9                     | Giosuè Lombardi (ITA)     | —                     | + 4h 28' 33"          |
| 10                    | Ugo Ruggeri (ITA)         | —                     | + 6h 03' 51"          |